# Борживой I
Борживой I (чеш. Bořivoj I.; около 852 — не позднее 894) — первый исторический князь чехов c 870 или 872 года, представитель династии Пржемысловичей.

## Биография

### Правление

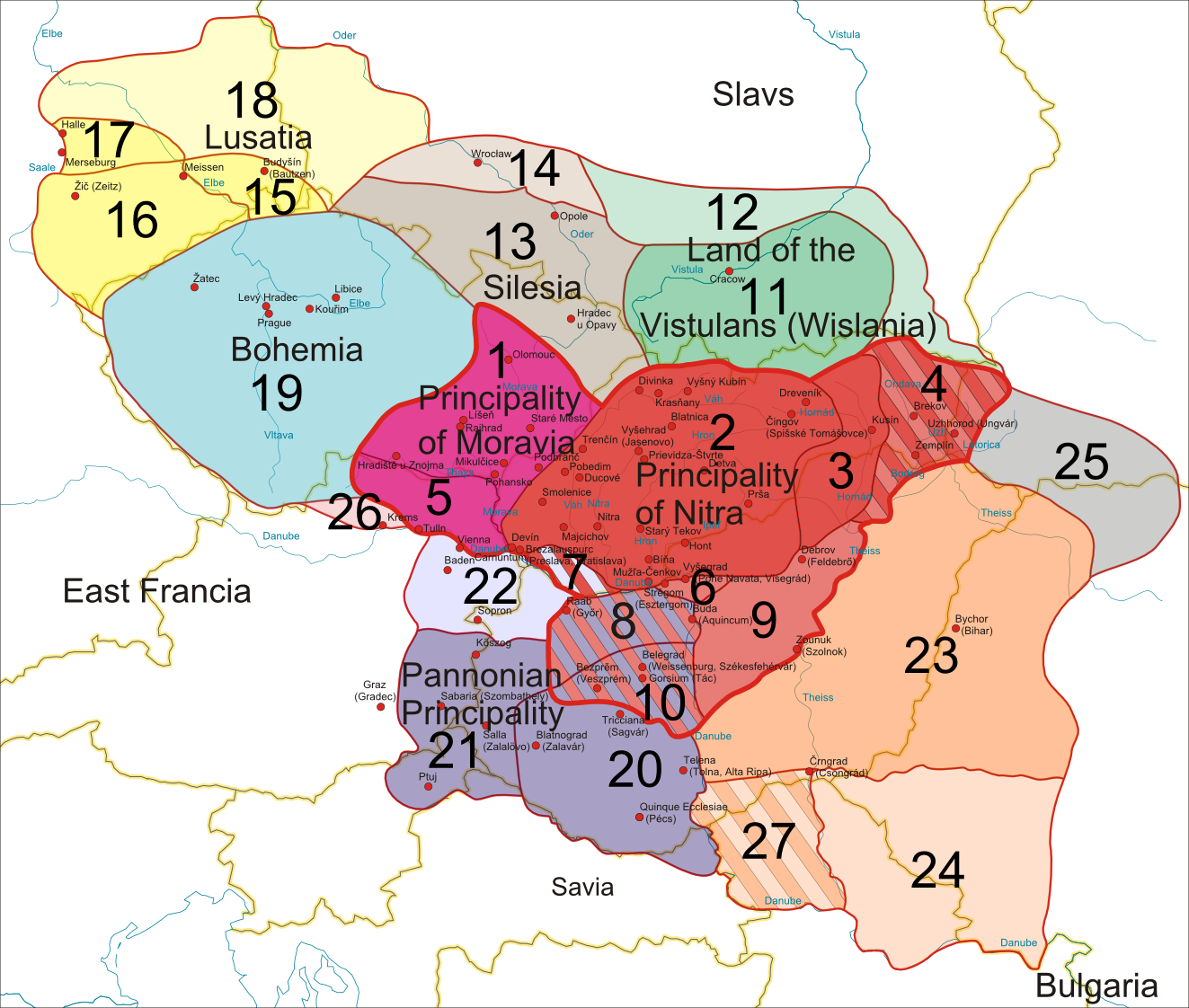
Чехия в составе Великой Моравии (Чехия отмечена № 19).

Возможно, отцом Борживоя I был правитель чехов Гостивит. Первоначальным владением Борживоя I была крепость в Леви-Градеке (к северо-западу от современной Праги) и его земли входили в состав Великой Моравии. Впервые он упоминается в исторических документах в 872 году, когда участвовал на стороне великоморавского князя Святополка I в сражении с королём Восточно-Франкского королевства Людовиком II Немецким. За это Святополк I даровал Борживою земли в центральной части современной Чехии, где тот на горе Градишин построил крепость (град), на месте которого возникла Прага. Около 872 года Святополк Моравский признал его князем всех чехов.
В это же время, согласно написанной в 990-х годах «Легенде Кристиана», Борживой I был крещён при дворе князя Святополка святым Мефодием. Для распространения христианства в землях чехов князь Великой Моравии направил его к Борживою и здесь Мефодий крестил жену Борживоя Людмилу и некоторых приближённых князя, однако большинство чехов остались язычниками. В своей новой столице Борживой построил первую в Чехии христианскую церковь — церковь Святого Климента.
Так как многие чехи были недовольны политикой христианизации, проводимой Борживоем I, в 883 или в 884 году против князя поднялось восстание, которое возглавил его родственник Строймир. Борживой бежал к князю Святополку I и вскоре с его помощью подавил восстание. В честь победы он построил в своей столице, на месте где собиралось народное вече, церковь Святой Девы Марии. Когда через несколько лет Борживой умер, его земли перешли под непосредственную власть князя Святополка I Моравского, однако, после его смерти в 894 году князем чехов стал старший сын Борживоя, Спытигнев I.

### Семья
Возможно, с 874 года Борживой был женат на святой Людмиле (около 860—15 сентября 921), дочери Славибора из Псова. Детьми Борживоя были три дочери и три сына. В том числе:
- Спытигнев I (875?—915) — князь Чехии (около 894—915)
- Вратислав I (около 888—13 февраля 921) — князь Чехии (915—921).